# Dieter Reinl
Dieter Reinl (* 1960 in Rosenheim) ist ein deutscher Diplomat. Er war von 2019 bis 2023 Botschafter in Burundi.

## Laufbahn
Nach dem Abitur leistete Reinl von 1979 bis 1980 den Wehrdienst ab und studierte dann als Konsulatssekretäranwärter (KSA) bis 1983 an der Fachhochschule des Bundes für öffentliche Verwaltung im Fachbereich Auswärtige Angelegenheiten im Rahmen des Vorbereitungsdienstes für den gehobenen Auswärtigen Dienst. Von 1983 bis 1985 arbeitete er in der Zentralabteilung des Auswärtigen Amtes. Danach war er an der Deutschen Botschaft in Warschau tätig, wo er den Fall der Mauer in Berlin erlebte. Ende 1989 wechselte Reinl an das Generalkonsulat in Istanbul.
Von 1994 bis 1997 war Reinl Tutor für die Studierenden an der Fachhochschule des Bundes für öffentliche Verwaltung, Fachbereich Auswärtige Angelegenheiten.  Von 1997 bis 1999 absolvierte Reinl die Ausbildung für den höheren Auswärtigen Dienst und war, nach einem kurzen Einsatz im Büro der Staatssekretäre von 1999 bis 2000 in der Kulturabteilung des Auswärtigen Amtes tätig.
Zwischen 2000 und 2002 nahm Reinl Erziehungsurlaub. Es folgte eine vierjährige Tätigkeit an der Botschaft in Paris, bevor er 2006 in das Auswärtige Amt zurückkehrte und dort zunächst in der Europaabteilung und ab 2008 als Leiter des Referats für Nothilfe für Deutsche im Ausland arbeitete.
Von 2012 bis 2015 war Reinl Leiter des Kulturreferats der Botschaft Warschau, danach im Planungsstab des Auswärtigen Amts als Leiter Strategische Kommunikation und Vernetzung mit der Zivilgesellschaft tätig und ab 2016 Leiter des Referats Netzwerk Außenpolitik in Deutschland.
Im August 2019 wurde er als Botschafter nach Burundi mit Sitz in Bujumbura entsandt. Im August 2023 wurde er in diesem Amt von Carsten Hölscher abgelöst.